# Reggie Mantle
Reginald « Reggie » Mantle, ou Régis Mantle dans la première version française, est un personnage fictif de la série de bandes-dessinées Archie Comics il fait partie des principaux personnages de la bande d'Archie.
Reggie est âgé de 17 ans, il a les cheveux bruns soigneusement peignés, beau, grand et très athlétique, il est surtout reconnu comme le grand rival d'Archie Andrews, il est aussi considéré comme l'antihéros de la bande en raison de ses frasques ; il est à la fois arrogant, méchant, égocentrique, narcissique, vil, provoquant et détestable.
Il a souvent l'habitude de draguer Midge, la copine de Moose, à chaque fois qu'il s'est pris sur le fait, Moose le tabasse, ou qu'il l'entraîne à une poursuite à pied. Reggie a parfois un côté macho lorsqu'il rencontre une autre fille, il fait preuve d'un grand manque de respect envers ses amis en jouant des mauvais tours (surtout à Archie et à Jughead) pour les rendre naïfs.
L'une des principales conquêtes de Reggie, Veronica Lodge, est sa préférée. Archie, son farouche rival, ne laisse jamais Reggie s'emparer de celle qui pourrait être sa dulcinée.